# Chrysobothris michelbacheri
Chrysobothris michelbacheri es una especie de escarabajo del género Chrysobothris, familia Buprestidae. Fue descrita científicamente por Van Dyke en 1942.